# Winners & Losers
Winners & Losers è una serie televisiva australiana trasmessa per la prima volta su Seven Network il 22 marzo 2011. È stata creata dai produttori di Packed to the Rafters ed è trasmessa nella precedente fascia oraria dello show. Winners & Losers si concentra sulla vita di quattro donne di Melbourne dopo che hanno vinto una grande quantità di denaro al Oz Lotto. Seven rinnovò Winners & Losers per una seconda stagione nel luglio 2011 e ne ha iniziato la messa in onda dal 26 giugno 2012. Due mesi dopo, è stato annunciato che la serie era stata rinnovata per una terza stagione. Una quarta stagione è stata confermata il 19 dicembre 2013. Una quinta stagione è stata confermata il 3 dicembre 2014.
Angus Ross, il direttore della programmazione presso Seven Network, ha confermato in un'intervista al blog televisivo australiano TV Tonight che la quinta stagione di Winners & Losers sarebbe stata l'ultima stagione. La stagione è iniziata il 5 luglio 2016 e si è conclusa il 12 settembre 2016.

## Trama
La serie ruota attorno alle vite di quattro donne: Jenny Gross, Bec Gilbert, Frances James e Sophie Wong. Le ragazze erano delle "perdenti" al liceo ma dieci anni dopo la loro vita cambia completamente quando si rincontrano ad una riunione tra ex alunni e scoprono di avere vinto una somma milionaia al Oz Lotto.

## Cast

### Principale
- Melissa Bergland è Jenny Gross[4]
- Virginia Gay è Frances James[4]
- Melanie Vallejo è Sophie Wong[4]
- Zoe Tuckwell-Smith è Bec Gilbert (stagioni 1-4)[4]
- Sarah Grace è Bridget Gross[5]
- Paul Moore è Wes Fitzpatrick[5]
- Nick Russell è Gabe Reynolds (stagioni 3-5)[6]
- Nathin Butler è Luke MacKenzie (stagioni 3-5)[7]
- James Saunders è Pete Reeves (stagioni 3-5)[8]
- Demi Harman è Riley Hart (stagione 5)[9]
- Scott Smart è Alex MacKenzie (stagione 5)[10]
- Tom Wren è Doug Graham (stagioni 1-4)[11]
- Denise Scott è Trish Gross (stagioni 1-5)[5]
- Francis Greenslade è Brian Gross (stagioni 1-5)[12]
- Jack Pearson è Patrick Gross (stagioni 1-4)[13][14]
- Damien Bodie è Jonathan Kurtiss (stagioni 1-3)[5]
- Stephen Phillips è Zach Armstrong (stagioni 1-3)[5]
- Mike Smith è Callum Gilbert (stagioni 1–3)[15]
- Blair McDonough è Matt O'Connor (stagioni 1-2)[16]
- Tom Hobbs è Flynn Johnson (stagioni 2-3)[17]
- Katherine Hicks è Sam MacKenzie (stagioni 2-4)[18]
- Sibylla Budd è Carla Hughes (stagioni 3-4)[19]
- Laura Gordon è Izzy Hughes (stagione 4)[20]

### Ricorrente
- Anne Phelan è Dot Gross (stagioni 2-4)[21]
- Madeleine West è Deirdre Gross (stagione 1)
- PiaGrace Moon è Jasmine Patterson (stagioni 1-4)[22]
- Nell Feeney è Carolyn Gilbert (stagioni 1-4)
- Nick Simpson-Deeks è Rhys Mitchell (stagioni 1-3)
- Greg Stone è Steve Gilbert (stagioni 1-3)
- Michala Banas è Tiffany Turner (stagioni 1-2)
- Natalie Saleeba è Claire Armstrong (stagioni 1-2)
- Luke Arnold è Lachie Clarke (stagione 2)
- Peta Sergeant è Cat Johnson (stagione 2)
- Thomas Lacey è Ollie Masters (stagione 2)
- Dieter Brummer è Jason Ross (stagioni 3-4)
- David Paterson è Ryan Sharrock (stagione 3)
- Ben Geurens è Adam Grabowski (stagione 3)
- Luke McKenzie è Shannon Taylor (stagione 3)
- Ryan Hayward è Brett Tully (stagione 3)
- Dan O'Connor è Nate Simpson (stagione 3)
- Anna Samson è Hayley Baxter (stagione 4)
- Jacob Holt è Cory Baxter (stagione 4)[23]
- Laurence Brewer è Jack Macauley (stagione 4)[24]

## Produzione

### Sviluppo
Winners & Losers è stata creata da Bevan Lee. Lee voleva creare un dramma incentrato sulle donne già da un certo numero di anni prima della creazione del programma. Aveva in precedenza creato Packed to the Rafters. Mentre il primo si concentra sui rapporti familiari, Winners and Losers si concentra sulle amicizie e si rivolge ad un pubblico più giovane. Lee ha detto che si concentra sul "divertimento e il dramma di come tutti portiamo il perdente interiore che è dentro di noi, indipendentemente da quanto la vita ci rende vincitori." Lee ha detto che il genere del programma è "charmedy" consistente in dramma, commedia e charm.
Al momento della produzione iniziale, le attrici principali furono costrette a trascorrere del tempo insieme per creare tra loro una chimica credibile. La produttrice dello show Maryanne Carroll è stata in parte responsabile della creazione della vita dei quattro personaggi femminili principali. Ha supervisionato un "team di esperti" che ha scelto la musica per le scene, ha disegnato le loro case e scelto i loro vestiti. Gli oggetti collocati in ogni casa sono stati progettati per identificarsi con i personaggi che vivono lì.
Un episodio pilota per la serie venne creato e mostrato ad un gruppo di ricerca. Network Seven's then-head of drama, John Holmes, ha detto che la ricerca ha prodotto l'aspettativa di valutazioni elevate. La serie iniziò ad essere trasmessa su Seven Network dal 22 marzo 2011, quattro settimane prima rispetto a quanto inizialmente previsto. La quarta stagione di Packed to the Rafters fu messa in pausa per permettere a Winners & Losers di andare in onda nel suo orario di trasmissione. La mossa faceva parte di una strategia di programmazione, con l'obiettivo di attirare un numero elevato di spettatori. Il primo episodio ha ottenuto i punteggi più alti della serata, con una media di 1,7 milioni di spettatori. Seven Network decise di mandare in onda il secondo e il terzo episodio di seguito, assicurando ancora una volta il punteggio più alto. Il programma ha continuato ad andare bene con le valutazioni nelle settimane seguenti. Tuttavia, le valutazioni per l'episodio sette indicavano che Winners and Losers avevano perso oltre quattrocentomila spettatori. Nonostante ciò è stato considerato un successo di valutazioni ed è tra i dodici programmi più visti in Australia.
Il 5 luglio 2011, Seven ha annunciato di aver rinnovato Winners & Losers per una seconda stagione nel 2012. Le riprese per la nuova stagione sono iniziate il 23 agosto 2011 e Lee annunciò che gli spettatori avrebbero notato grandi cambiamenti. Disse a Colin Vickery dell'Herald Sun: "Trasformiamo le vite delle ragazze in un modo piuttosto importante nell'episodio finale (della serie uno). Questo ci darà una nuova trampolino di lancio per la seconda stagione." Le riprese della seconda stagione si sono concluse il 5 aprile 2012.  La seconda stagione è stata trasmessa dal 26 giugno 2012.
Seven rinnovò Winners & Losers per una terza stagione il 7 agosto 2012. La produzione della terza stagione iniziò a settembre e gli attori hanno iniziato le riprese il mese successivo. Seven's head of drama, Julie McGauran ha commentato: "Il 2013 sarà un anno fondamentale per il dipartimento drammatico di Channel Seven. Le nostre serie drammatiche sono a pieno regime con il ritorno di Winners & Losers così come quello di Packed to the Rafters, Home and Away e il nuovo dramma A Place to Call Home." La terza stagione è stata trasmessa a partire dal 9 luglio 2013. Lo show è stato rinnovato per una quarta stagione, la cui produzione è iniziata all'inizio del 2014. Lo show venne rinnovato per una quinta stagione il 3 dicembre 2014. Seven Network ha confermato che la quinta stagione sarebbe stata l'ultima.

## Episodi
| Stagione         | Episodi | Prima TV originale | Prima TV Italia |
| ---------------- | ------- | ------------------ | --------------- |
| Prima stagione   | 22      | 2011               | Inedita         |
| Seconda stagione | 22      | 2012               | Inedita         |
| Terza stagione   | 26      | 2013-2014          | Inedita         |
| Quarta stagione  | 26      | 2014-2015          | Inedita         |
| Quinta stagione  | 13      | 2016               | Inedita         |

## Accoglienza

### Critica

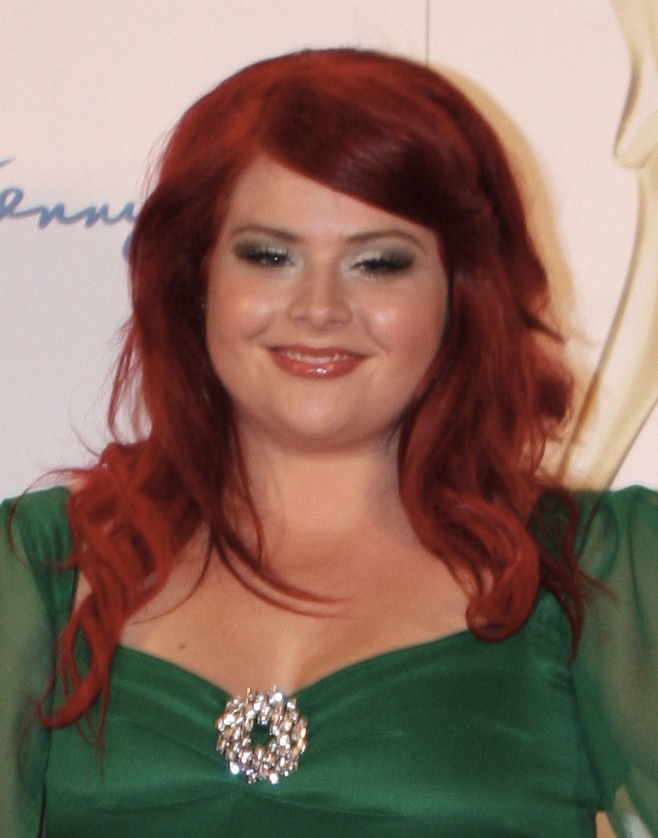
Melissa Bergland (nella foto) ha vinto un Logie Award per il ruolo di Jenny Gross.

Jim Schembri di The Sydney Morning Herald ha elogiato la serie con il marchio "un sapone fresco, dai colori vivaci, di alta gamma". Ha considerato i suoi personaggi come "alcuni dei ruoli più coinvolgenti" in televisione. Un editorialista di The Advertiser attribuiva il successo dello show alla sua fascia oraria e alla "forza creativa di Bevan Lee." Un editorialista di The Age empatizzato con la buona risposta generata dal programma. Hanno detto che la serie aveva "potenti temi di amicizia, karma e giustizia per gli sfavoriti", che sono stati ritratti in tono sottile rispetto ad altri programmi. Lo hanno etichettato come "un'ora di televisione coinvolgente" a causa dell'inclusione nella commedia e in un "grande cast di personaggi animati". Tuttavia hanno notato che alcune delle "fresche" trame erano simili a quelle presenti in spettacoli come Sex and the City. Mentre il loro collega Paul Kalina ha detto che il programma ha giocato sul sicuro usando elementi simili che hanno reso Packed to the Rafters un successo.
Bridget McManus della pubblicazione rifletteva la sua opinione secondo cui il programma aveva perso il suo "margine" e aveva iniziato a somigliare alla "povera ragazza di Sex and the City." Notò che il problema principale era che i "personaggi potenzialmente interessanti" erano trascurati dalle quattro femmine. McManus sentiva che erano stereotipi stanchi, descrivendoli come "la vergine, la dannata puttana, God's policewoman and a clown." Debi Enker scrivendo per il The Sun-Herald ha detto che la seconda serie richiederà Winners & Losers per "sollevare il suo gioco" perché il primo era troppo dipendente dalle caricature. Enker ha dichiarato come "l'intrigante ex moglie, la vera famiglia blu-australiana e l'esuberante confidente gay"; il che rendeva i personaggi "insaponati" con "non abbastanza" sfumature da dare loro una vita corposa".
Della terza stagione dello show, Craig Mathieson di The Age ha messo in discussione se lo spettacolo fosse diventato una soap opera. Lo ha accusato di avere un "disturbo di personalità multipla". Ha osservato il passaggio da "thriller" a "hold-hands melodrama" e "delicatamente comico oda alla forza emotiva" con ogni diverso personaggio su cui si è concentrato.

## Premi e nomination
| Anno | Premio                  | Categoria                                                | Candidati        | Risultato       |
| ---- | ----------------------- | -------------------------------------------------------- | ---------------- | --------------- |
| 2012 | AACTA Television Awards | Miglior programma televisivo                             | Winners & Losers | Candidato/a     |
| 2012 | AACTA Television Awards | Miglior performance maschile                             | Tom Wren         | Candidato/a     |
| 2012 | Logie Awards            | Il più eccezionale talento nuovo                         | Melissa Bergland | Candidato/a     |
| 2012 | Logie Awards            | La più famosa serie drammatica                           | Winners & Losers | Candidato/a     |
| 2012 | Logie Awards            | Il più popolare nuovo talento femminile                  | Melissa Bergland | Vincitore/trice |
| 2012 | Logie Awards            | Il più popolare nuovo talento maschile                   | Tom Wren         | Candidato/a     |
| 2014 | Equity Awards           | Outstanding Performance by an Ensemble in a Drama Series | Cast             | Candidato/a     |
| 2014 | Logie Awards            | Programma drammatico più popolare                        | Winners & Losers | Candidato/a     |

## Home media
Un CD intitolato Winners & Losers (Music from the Hit Series) è stato pubblicato l'8 luglio 2011.  Contiene brani di vari artisti che sono stati utilizzati nella serie. Il CD si è classificato al 24º posto nei ARIA Album Charts.  La prima stagione completa di Winners & Losers è stata pubblicata in DVD in Australia il 21 settembre 2011. È stata rilasciata nei territori della regione 2 l'11 giugno 2012.

## Trasmissione internazionale
Nel marzo 2011 la FremantleMedia Enterprises ha acquistato i diritti per la distribuzione internazionale di Winners & Losers. La FremantleMedia rappresenta lo spettacolo in tutto il mondo, al di fuori dell'Australia e della Nuova Zelanda. In Nuova Zelanda, Winners & Losers ha iniziato ad essere trasmessa su TV One dal 2011. L'anno seguente, lo show è stato trasmesso nel Regno Unito su ITV2.
| Nazione       | Canale      | Anno      | Note   |
| ------------- | ----------- | --------- | ------ |
| Nuova Zelanda | TV One      | 2011–2013 | [ 57 ] |
| Polonia       | Fox Life    | 2011–     | [ 59 ] |
| Slovenia      | POP Brio    | 2011–     | [ 60 ] |
| Ungheria      | Film Café   | 2014-     |        |
| Israele       | HOT Family  | 2011–     | [ 61 ] |
| Sud Africa    | DStv        | 2011–     | [ 62 ] |
| Finlandia     | YLE TV2     | 2011–     | [ 63 ] |
| Regno Unito   | ITV2        | 2012–13   | [ 58 ] |
| Croazia       | Fox Life    | 2012–     | [ 64 ] |
| Serbia        | Fox Life    | 2012–     | [ 65 ] |
| Portogallo    | SIC Radical | 2012–     | [ 66 ] |
| Francia       | Téva        | 2012–     | [ 67 ] |
| Irlanda       | RTÉ One     | 2012–     | [ 68 ] |
| Belgio        | Vitaya      | 2012–     | [ 69 ] |
| Bulgaria      | Fox Life    | 2012–     | [ 65 ] |
| Turchia       | e2          | 2013–     | [ 70 ] |
| Filippine     | 2nd Avenue  | 2014–     | [ 71 ] |
| MENA region   | MBC 4       | 2016–     | –      |